# Rålambshovsskolan
Rålambshovsskolan (före detta Kungsholmens kommunala flickskola) är en kommunal grundskola för årskurserna 7–9 belägen vid Gjörwellsgatan 13 / Rålambsvägen 2 på Kungsholmen i Stockholm. Skolhuset uppfördes 1939–1940 efter ritningar av arkitekt Paul Hedqvist och var hans första av flera skolbyggnader avseende flickskolor. Fastigheten är grönmärkt av Stadsmuseet i Stockholm vilket innebär "särskilt värdefull från historisk, kulturhistorisk, miljömässig eller konstnärlig synpunkt".

## Byggnadens arkitektur

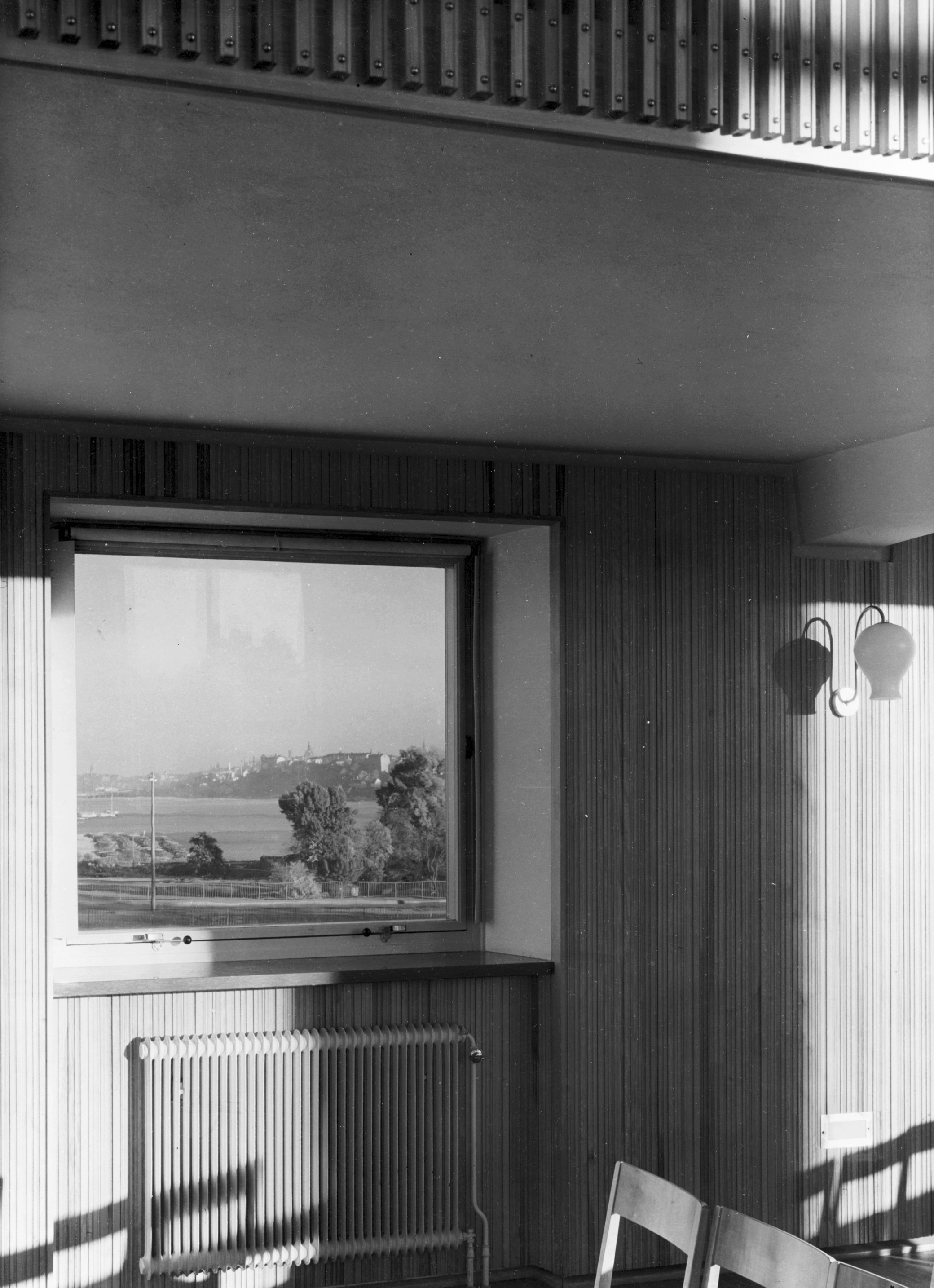
Ett av fönstren under aulaläktaren som bjuder på en blick över Riddarfjärden.

På tomten som idag begränsas av Gjörwellsgatan, Rålambsvägen och Västerbronedfarten låg ursprungligen gården Lilla Rålambshov som revs på 1930-talet för att bereda plats för ett nytt skolhus. Några ståtliga ekar bevarades dock och kom av Hedqvist att integreras i skolgårdens gestaltning. Kvartersbeteckningen Lilla Rålambshov påminner fortfarande om den ursprungliga gården. Skolans nuvarande namn härrör från närbelägna malmgården Rålambshovs gård som arrenderades på 1700-talets början av friherren Åke Rålamb. Rålambshovs gård finns fortfarande bevarad.
En stadsplan för området upprättades 1939 och omarbetades 1940 då en vann laga kraft. I planen avsattes bland annat ett område för allmänt ändamål (A), alltså en skola. Byggherre för den nya skolan var Stockholms folkskoledirektion som anlitade arkitekt Paul Hedqvist vilken vid tiden var en av Sveriges främsta skolhusarkitekter. Samtidigt med flickskolan på Kungsholmen arbetade han med ritningarna för flickskolan i Vasastaden (nuvarande Rödabergsskolan) och för flickskolan i Bromma (nuvarande Äppelviksskolan).
Konstruktör var Stig Ödeen och byggmästare var byggfirman Forss & Son. Den trånga tomten blev en utmaning för Hedqvist. Han menade själv att ”terrängen, den trånga tomten och den just färdigställda stadsplanen har dikterat lösningen”. Förarbeten ledde till flera alternativa planlösningar som finns bevarade i tre noggrann utarbetade skissförslag från februari 1939. Ett av dem visar en nästan kvadratisk aulabyggnad med flyglar för gymnastiksalen och klassrum.
Till en början omfattade skolhusbyggnaden en klassrumslänga i två våningar (dagens hus C) med en tvärställd volym i norr i fyra våningar (dagens hus B) med huvudentrén och plats för bland annat expedition, bibliotek, ämnesrum, musiksal och läkarmottagning. I norr avslutades byggnaden med aulan och en gymnastiksal som lades under aulan (dagens hus A). Ett bassängbad var planerat men utfördes inte. Fasaderna består av rött murtegel, grundläggning och socklar av betong likaså bjälklagen. Den bärande stommen är av tegel. För aulans väggbeklädnader användes alm. Golv och trapplopp i trapphusen kläddes med jämtlandskalksten. Lös inredning som möbler, skåp och bord samt aulans fasta inredning ritades på Hedqvists kontor. En intressant detalj är sju nästan kvadratiska fönster under aulaläktaren vilka lik ”levande tavlor” bjuder på en blick över Riddarfjärden och Norr Mälarstrand.
Bygget gick rekordsnabbt; från februari 1939 till augusti 1940, trots att andra världskrigets början medförde viss materialbrist. På 1940-talets mitt höjdes klassrumslängan med en våning och i slutet av 1960-talet tillkom matsalen (nuvarande hus D) som en tillbyggnad av hus B mot öster. Även på- och tillbyggnaderna ritades på Hedqvists kontor. Bland hans medarbetare under projekteringsskedet 1939 märks Stig Åkermark och Tore Axén.

### Historiska bilder

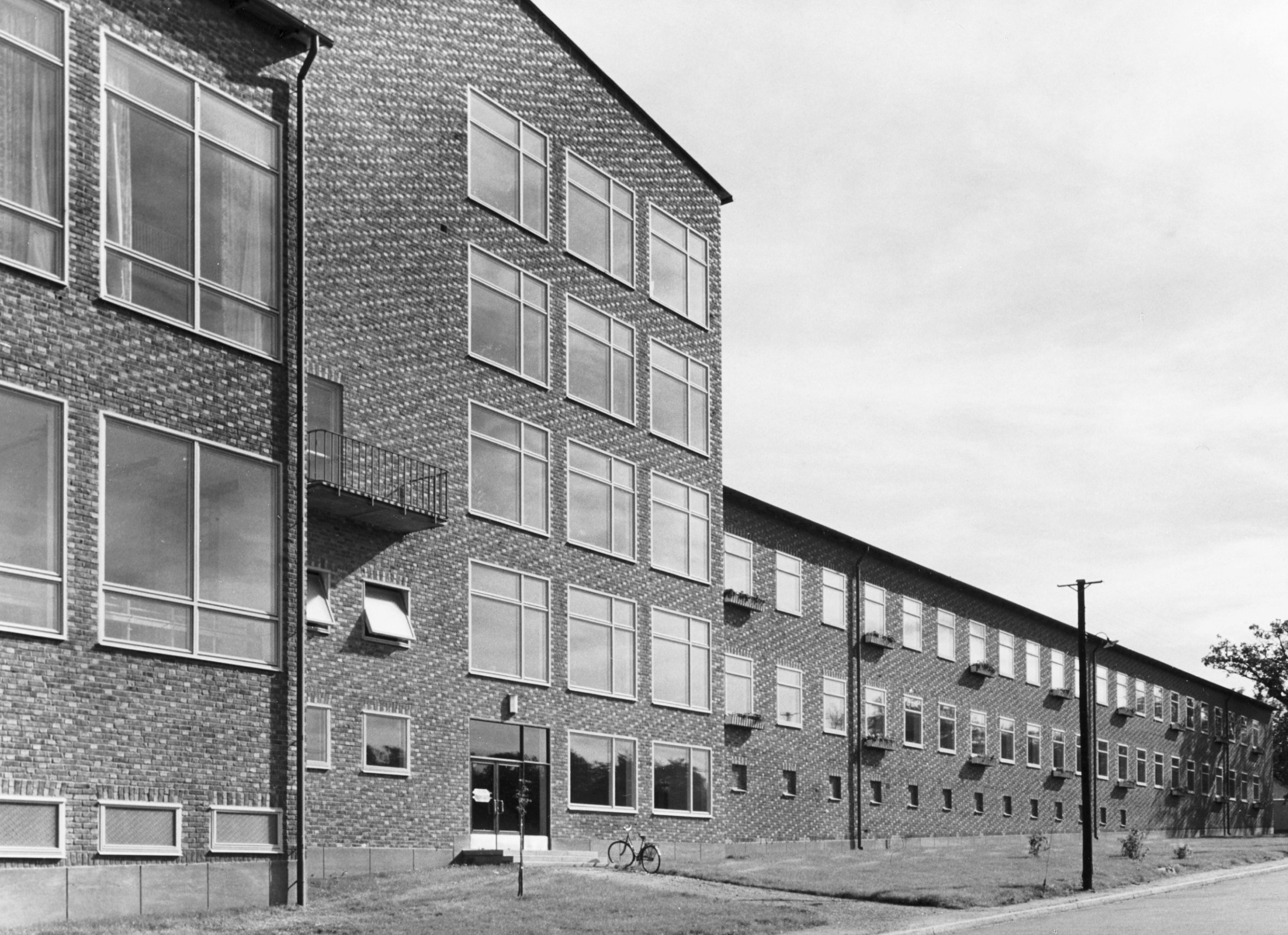
Från vänster: hus A, B och C.
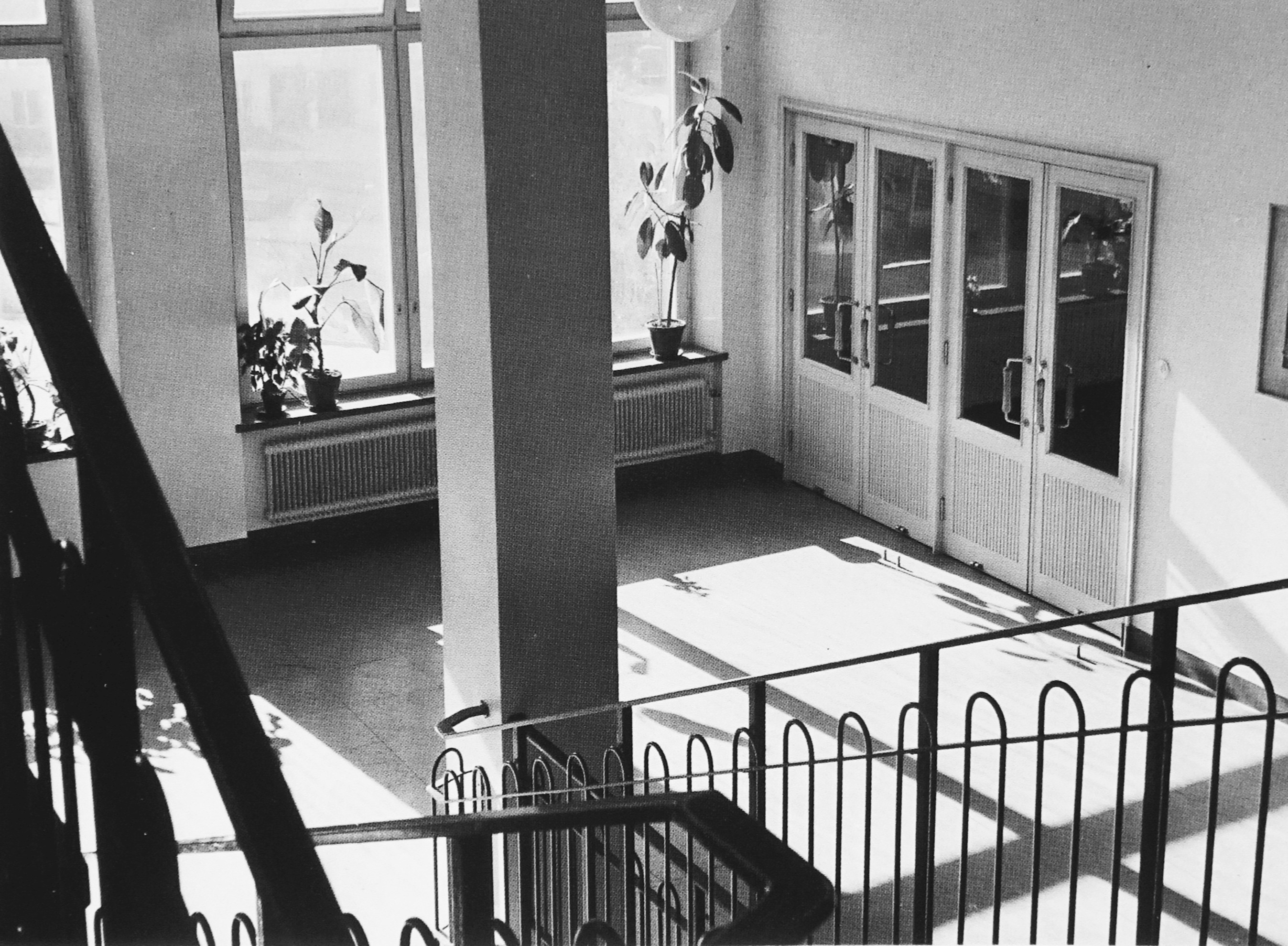
Huvudtrappan.
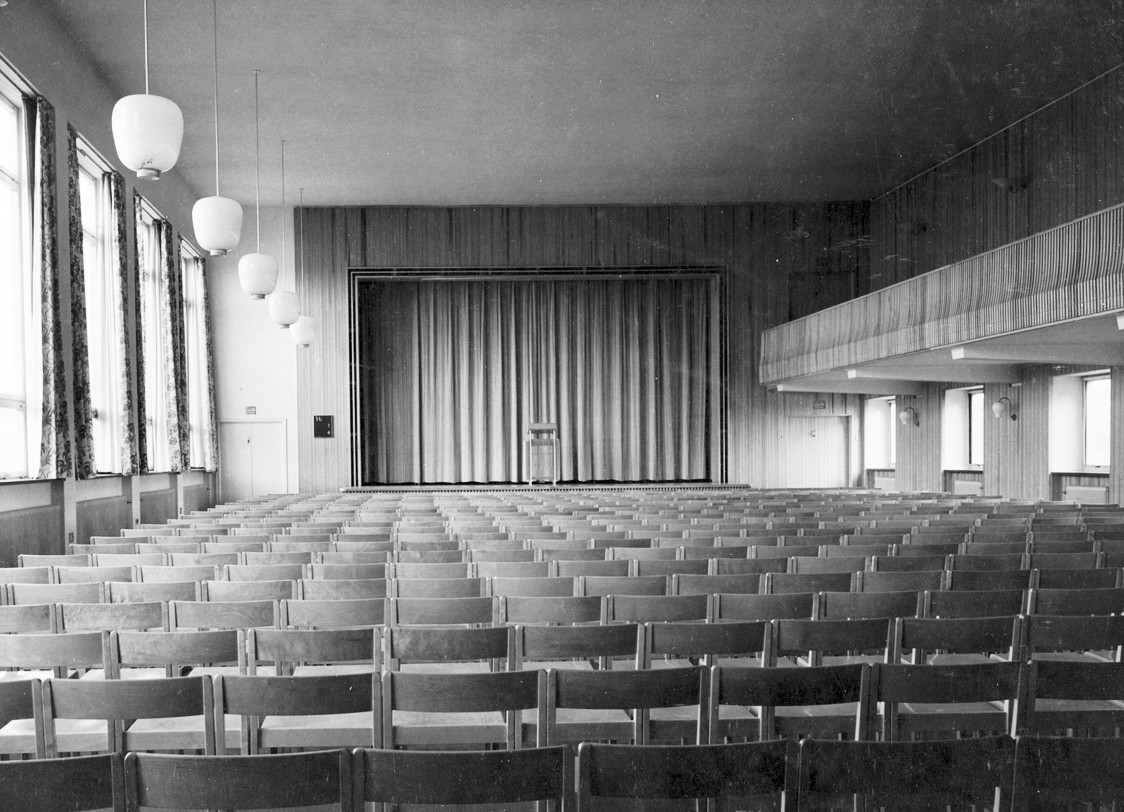
Aulan.
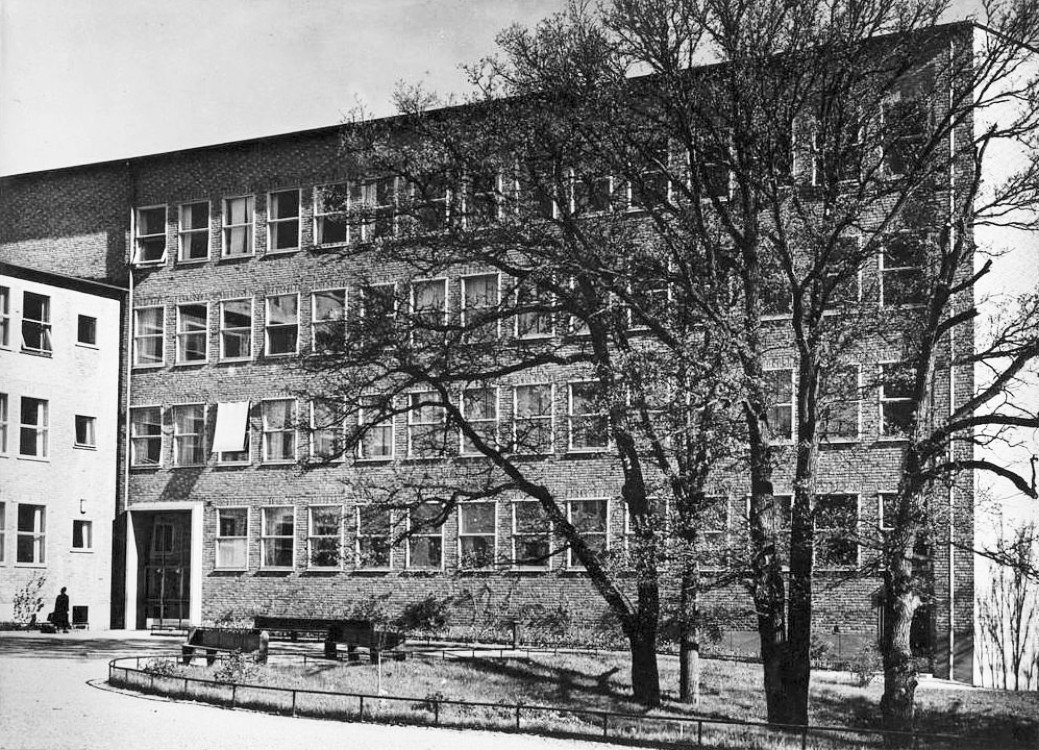
Rakt fram: hus B

## Verksamhet
Kungsholmens kommunala flickskola som upphörde 1967 och skolans namn omdöptes då till nuvarande Rålambshovsskolan. Mellan 1968 och 1973 var skolan huvudskola för Rålambshovs rektorsområde och är sedan 1992 en egen enhet. På skolan bedrivs undervisning för årskurserna 7-9 som besöks av omkring 540 (år 2020) elever vilka undervisas av cirka 38 lärare. Skolgården, som gränsar till Rålambshovsparken, ger möjlighet till både idrottsaktiviteter och social samvaro. 

### Nutida bilder

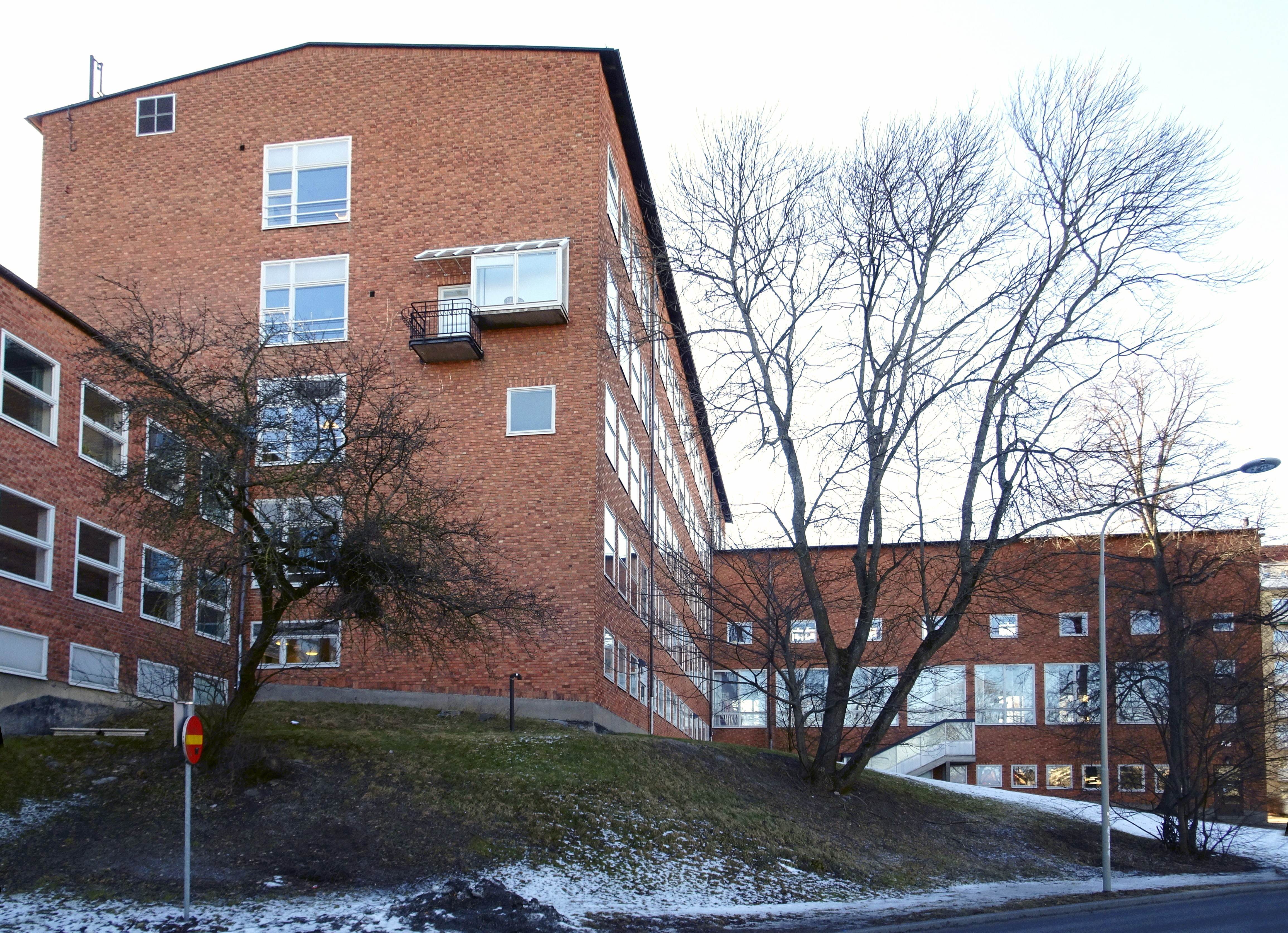
Från vänster: hus D, B och A.
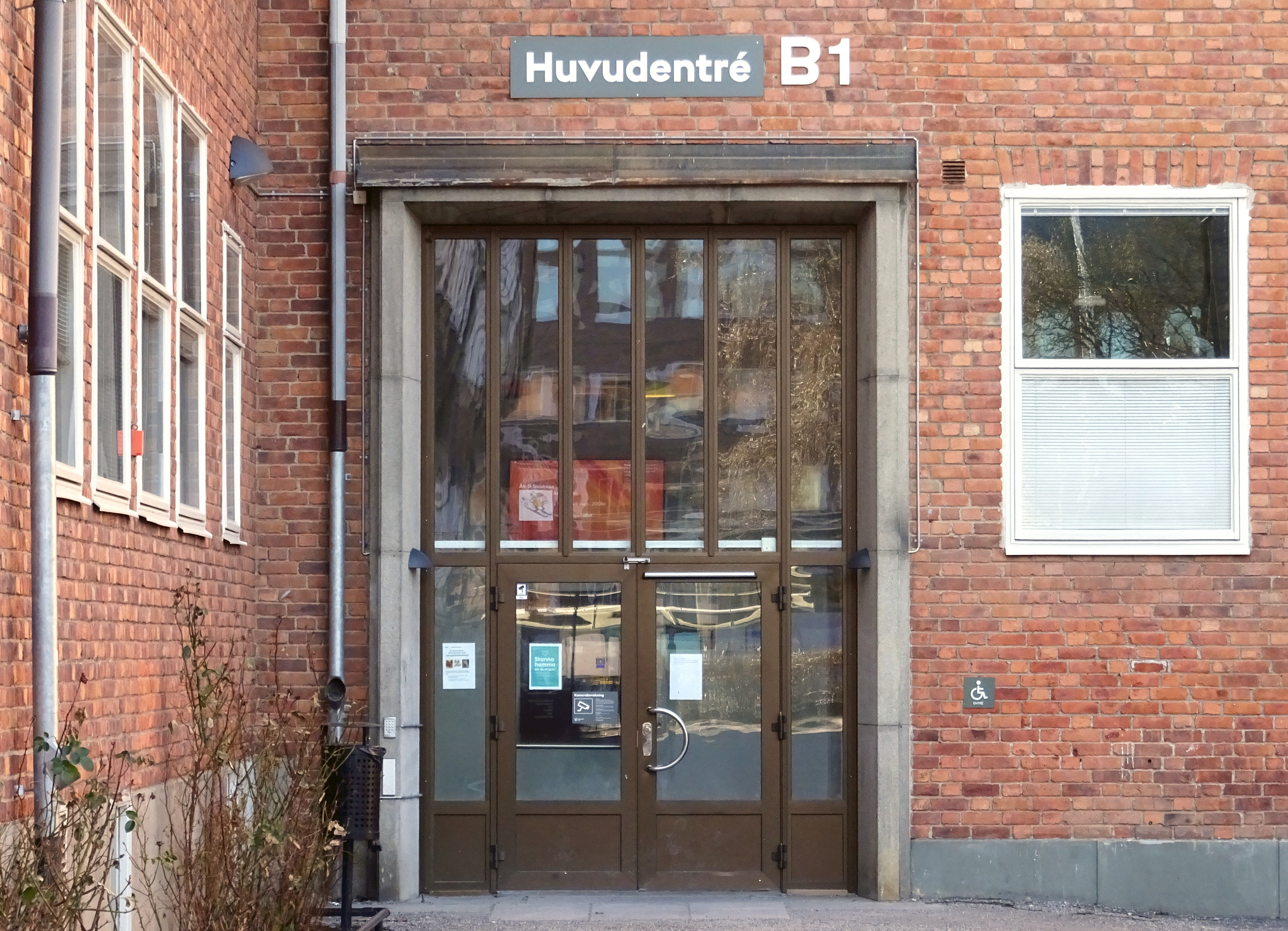
Huvudentrén (hus B).
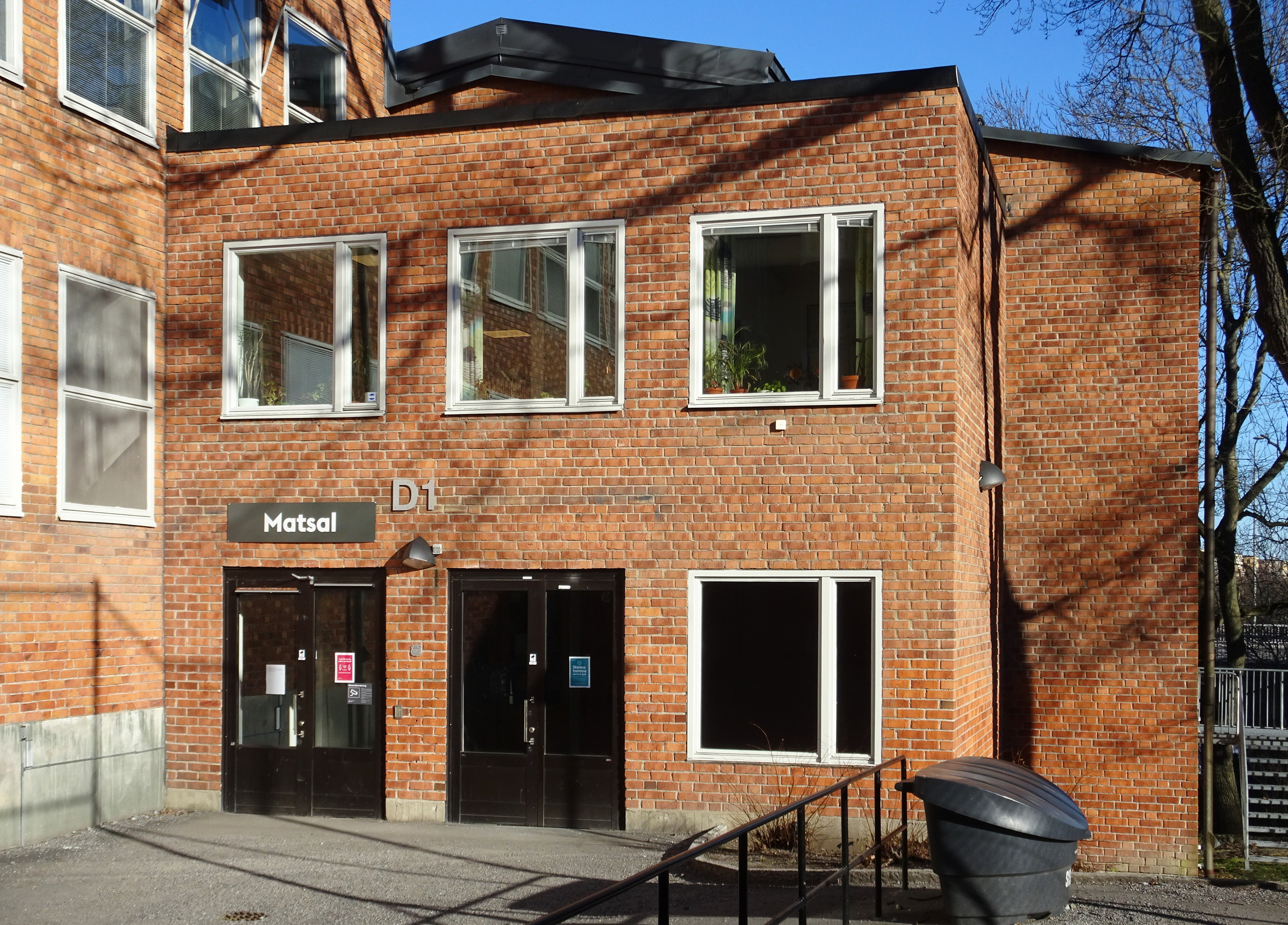
Matsalsbyggnaden (hus D).
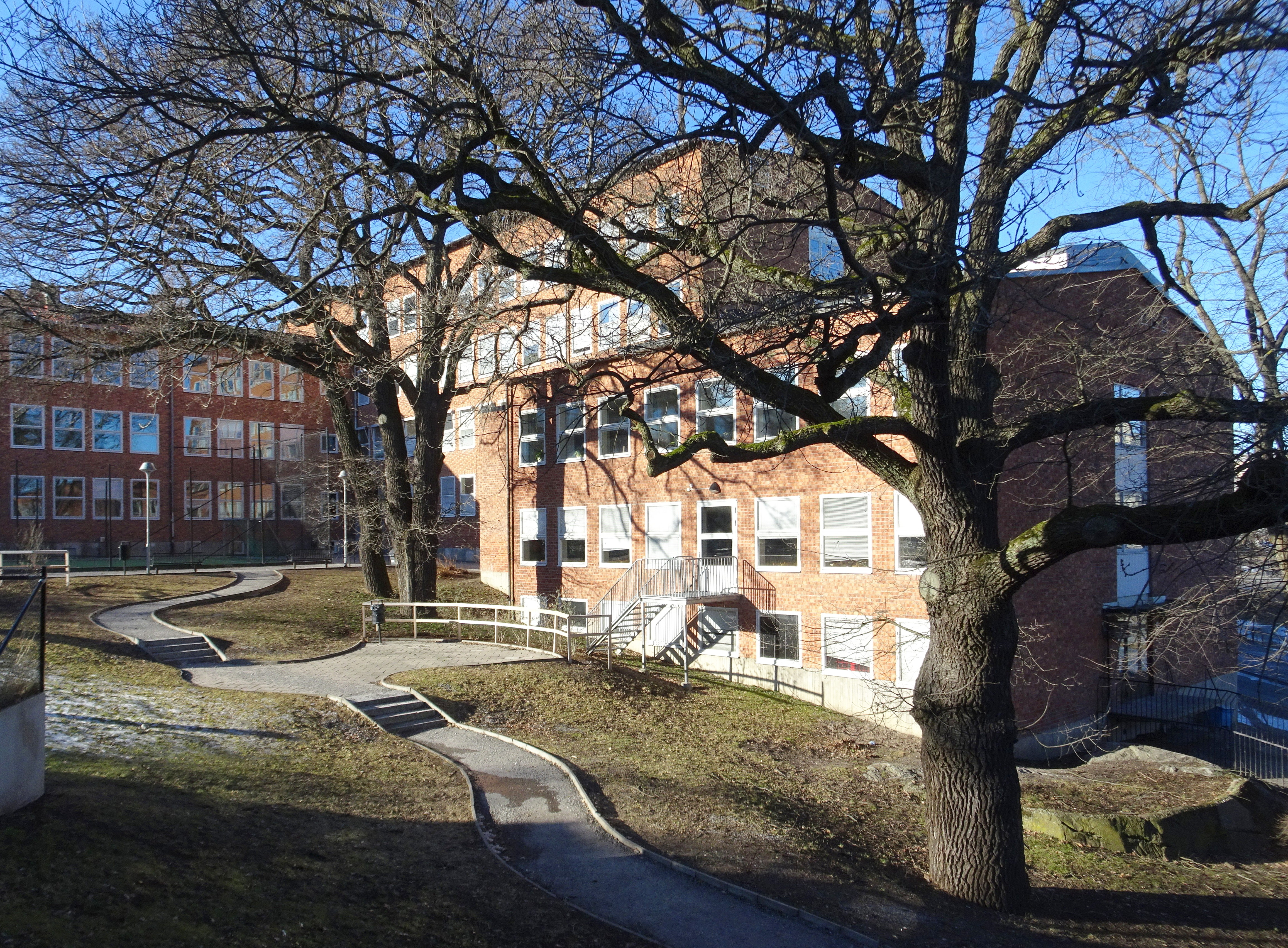
Från vänster: hus C, B och D.